# Instituto Nacional de Medicina Tradicional
El Instituto Nacional de Medicina Tradicional (INMETRA) fue un organismo público descentralizado en Perú con autonomía técnica, económica y administrativa adscrito al Instituto Nacional de Salud (INS) del Ministerio de Salud. Su objetivo fue «promover y desarrollar la medicina tradicional» en el país a través de la formulación e implementación de la política nacional de medicina tradicional. Fue creado el 18 de abril de 1990 a través del Decreto Legislativo n.° 584. El fundador y presidente fue el médico Fernando Cabieses Molina.
Fue el primer intento del estado peruano en incorporar la medicina tradicional a las políticas públicas de salud. El INMETRA llegó a comprender un total de 16 filiales a nivel nacional, en zonas donde predominaba una mayor población indígena, especialmente en las zonas andinas. Las filiales se establecieron en las ciudades de Arequipa, Ayacucho, Cajamarca, Cusco, Chiclayo, Huancayo, Huaraz, Huacho, Ica, Iquitos, Jauja, Piura, Pucallpa, Puno, San Martín, Tacna, Tarma y Trujillo.
En 2002 pasó a convertirse en el Centro Nacional de Salud Intercultural (CENSI) a partir de la aprobación de la Ley n.° 27657, nuevo organismo que no solo buscó abordar la medicina tradicional sino también temas de la medicina alternativa y complementaria.